# Tour d'Ombrie
Le Tour d'Ombrie (en italien : Giro dell'Umbria) est une ancienne course cycliste italienne créée en 1910 et disputée dans la région de l'Ombrie. Jusqu'en 1938, il était réservé aux indépendants et amateurs. Il a été remplacé en 1992 par le Trophée Melinda.